# Relazioni bilaterali tra Kirghizistan e Tagikistan
Le relazioni bilaterali tra Kirghizistan e Tagikistan fanno riferimento ai rapporti diplomatici ed economici tra la Repubblica del Kirghizistan e la Repubblica del Tagikistan. Nonostante entrambi i paesi facessero parte dell'Unione Sovietica, le relazioni tra Kirghizistan e Tagikistan sono state tese negli ultimi anni. I due paesi hanno combattuto in alcuni scontri di confine nel 2021 e nel 2022. Rifugiati e combattenti antigovernativi in Tagikistan sono entrati diverse volte in Kirghizistan, catturando anche ostaggi.

## Storia
Il Kirghizistan intermediò durante la guerra civile tagika, nel tentativo di trovare un accordo tra le forze tagike contestanti nell'ottobre 1992, ma senza successo. Askar Akayev in seguito si unì ai presidenti Islom Karimov e Nursultan Nazarbaev nell'invio di una forza di intervento congiunta a sostegno di Emomali Rahmon contro gli insorti. Tuttavia il parlamento del Kirghizistan ritardò la missione per diversi mesi, fino alla tarda primavera del 1993. A metà del 1995, le forze del Kirghizistan avevano la responsabilità di sigillare una piccola parte del confine con il Tagikistan, vicino a Panj, per proteggerla dalle forze ribelli tagike.
Il rischio maggiore per il Kirghizistan da parte del Tagikistan fu la destabilizzazione generale che la lunga guerra civile aveva portato nella regione. In particolare, la strada Khorog-Osh, la cosiddetta "autostrada sopra le nuvole", diventò un importante canale di contrabbando di ogni genere, comprese armi e droga. In una riunione dei capi delle agenzie di sicurezza di Tagikistan, Kirghizistan, Kazakistan e Uzbekistan, tenutasi a Osh nella primavera del 1995, fu tratta la conclusione che le condizioni etniche, sociali ed economiche di Osh erano sempre più simili a quelle del Tagikistan alla fine degli anni '80, riconoscendo così l'influenza negativa della guerra civile sulle aree confinanti.
Il 28 aprile 2021 è scoppiato uno scontro al confine tra i due paesi, che ha provocato la morte di oltre 40 persone e lo sfollamento di 30 000 in territorio kirghiso. Ulteriori scontri sono scoppiati nuovamente il 14 settembre 2022, provocando almeno 94 morti.

## Visite di stato

### Visite presidenziali dal Tagikistan al Kirghizistan
- Emomali Rahmon (gennaio 1993, maggio 1998, settembre 2007[4] e maggio 2013)[5]

### Visite presidenziali dal Kirghizistan al Tagikistan
- Askar Akaev (luglio 1996 e maggio 2004)
- Kurmanbek Bakiev (maggio 2008)
- Roza Otunbaeva (novembre 2010)[6]
- Sooronbay Jeenbekov (febbraio 2018)[7]
- Sadyr Japarov (giugno 2021)[8]